# Сказки, рассказанные детям
«Сказки, рассказанные детям» (дат. «Eventyr, fortalte for Børn») — сборник произведений датского писателя Ханса Кристиана Андерсена, публиковавшийся отдельными выпусками в 1835—1842 годах. Первый сборник сказок в творчестве Андерсена и в датской литературе в целом.

## Содержание
«Сказки, рассказанные детям» включают два тома, каждый из которых выходил тремя выпусками. Первый том публиковался в марте и октябре 1835 года и в 1837 году (в каждом выпуске по три сказки). Второй том был опубликован в 1838, 1839 и 1841 годах и включает десять сказок: по три в первых двух выпусках и четыре в третьем.

## Восприятие
Сам Ханс Андерсен незадолго до публикации первого выпуска «Сказок» написал: «Они сделают моё имя бессмертным; я попытаюсь завоевать грядущие поколения». Предположительно это была всего лишь шутка — писатель очень долго не придавал значения своим сказкам, рассчитывая прославиться как драматург и романист. Реакция первых читателей и критиков была противоречивой. Некоторые считали сказки лучшими произведениями Андресена, но очень многие критиковали автора за отсутствие традиционных для сказочного жанра нравоучений, за безнравственность отдельных эпизодов.